# Kostel Nejsvětější Trojice (Jestřabí)
Kostel Nejsvětější Trojice jsou ruiny odsvěceného katolického kostela, který se nachází východně od obce Hlubočky u potoka Hluboček v zaniklé německé horské vesnici Jestřabí (Habicht) ve vojenském újezdu Libavá v Oderských vrších (subprovincie pohoří Nízký Jeseník) v Olomouckém kraji. Kolem kostela se také nachází pozůstatky hřbitova. Kostel je v neutěšeném stavu a hrozí mu zřícení. Vzhledem k tomu, že kostel se nachází ve vojenském prostoru, je bez příslušného povolení, veřejnosti nepřístupný. Avšak obvykle jedenkrát ročně může být okolí kostela přístupné veřejnosti v rámci cyklo-turistické akce Bílý kámen.

## Další informace
Fara v Jestřabí je zmíněna k roku 1363, tehdy se zmiňuje farář Hanko. Nějaký čas také patřila protestantům. Katolickým farářem byla znovu obsazena až v roce 1633, kdy již patřila olomoucké kapitule. Do roku 1720 náleželo Jestřabí do budišovského děkanátu, poté do velkobystřického děkanátu, do budišovského děkanátu bylo včleněno znovu v roce 1941 a do velkobystřického děkanátu se farnost navrátila v roce 1946.
Kostel Nejsvětější Trojice byl postaven v roce 1584 nebo 1589 (po znovuosídlení husity zničené vesnice), byl zasvěcen Nejsvětější Trojici a sloužil jako farní kostel. V roce 1806 byl opraven a v roce 1834 měl dokonce tři oltáře. Do působnosti fary v Jestřabí patřily i dnes již také zaniklé vesnice Nepřívaz (Epperwagan), Varhošť (Haslicht) s přilehlými osadami a do roku 1912 také Hlubočky a Hrubá Voda a do 18. století dokonce i Velká Střelná a Čermná.
Zápis z tehdejší obecné kroniky z roku 1935 tvrdí, že 23. října 1757 spáchal sebevraždu oběšením místní farář Johann Felbier. Farníci z Jestřabí a Varhoště následně faru vykradli, faráře zbavili oblečení a jeho tělo odvezli na koni na hranici katastru s obcí Daskabát, kde mrtvolu zohavili a zakopali. Věc však vyšla najevo a byla řešena soudně v Olomouci. Vinící byli souzeni a jejich jednání bylo spojeno ze strachem z vampyrismu.
Kostelní věž byla vysoká 28 metrů a nesla tři zvony a měla troje hodiny.
Podrobnější vybavení kostela udává odkaz.
Po druhé světové válce bylo v roce 1946 německé obyvatelstvo vysídleno z Československa a následně vznikl dnešní vojenský újezd Libavá. Opuštěný kostel Nejsvětější Trojice se stal součástí dnešního vojenského újezdu Libavá. V roce 1947 se krátce uvažovalo, že kostel bude sloužit vojenské duchovní správě, ale v roce 1950 byl církvi odňat a od té doby chátral. V současnosti je již zříceninou a staticky narušenou stavbou (bez střechy, krovů, stropů).
Z vybavení kostela se zachoval jeden kostelní zvon odlitý pravděpodobně v roce 1589 nebo 1584, který je umístěn v Moravském Berouně ve farním kostele Nanebevzetí Panny Marie, kam byl převezen pravděpodobně až v srpnu 1947. Tento zvon je památkově chráněný. Další části vybavení kostela byly předány do několika dalších kostelů.
U kostela se také nachází hřbitov kruhového půdorysu, který je v dezolátním stavu. Původně sloužil vesnicím Jestřabí, Varhošť, Nepřívaz a přilehlým osadám. Na jednom povaleném náhrobku jsou dokonce vyryté ruské nápisy pocházející z doby přítomnosti sovětské armády ve vojenském újezdu Libavá.
Kostel i hřbitov byly obehnány kamennou zdí, jejíž pozůstatky jsou stále patrné. Na místě je také umístěna malá informační tabule udávající základní informace o kostele a hřbitovu.

## Galerie

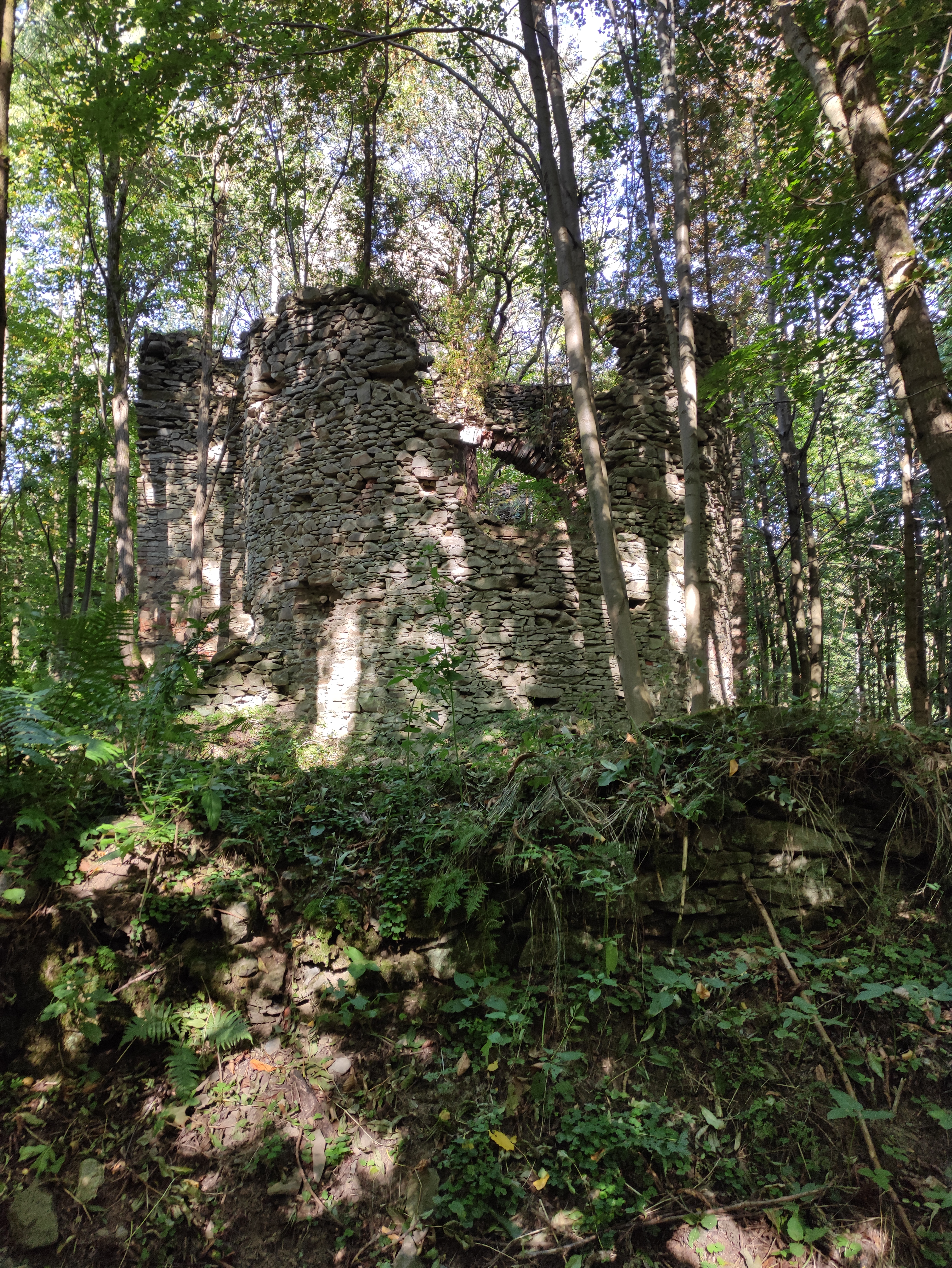
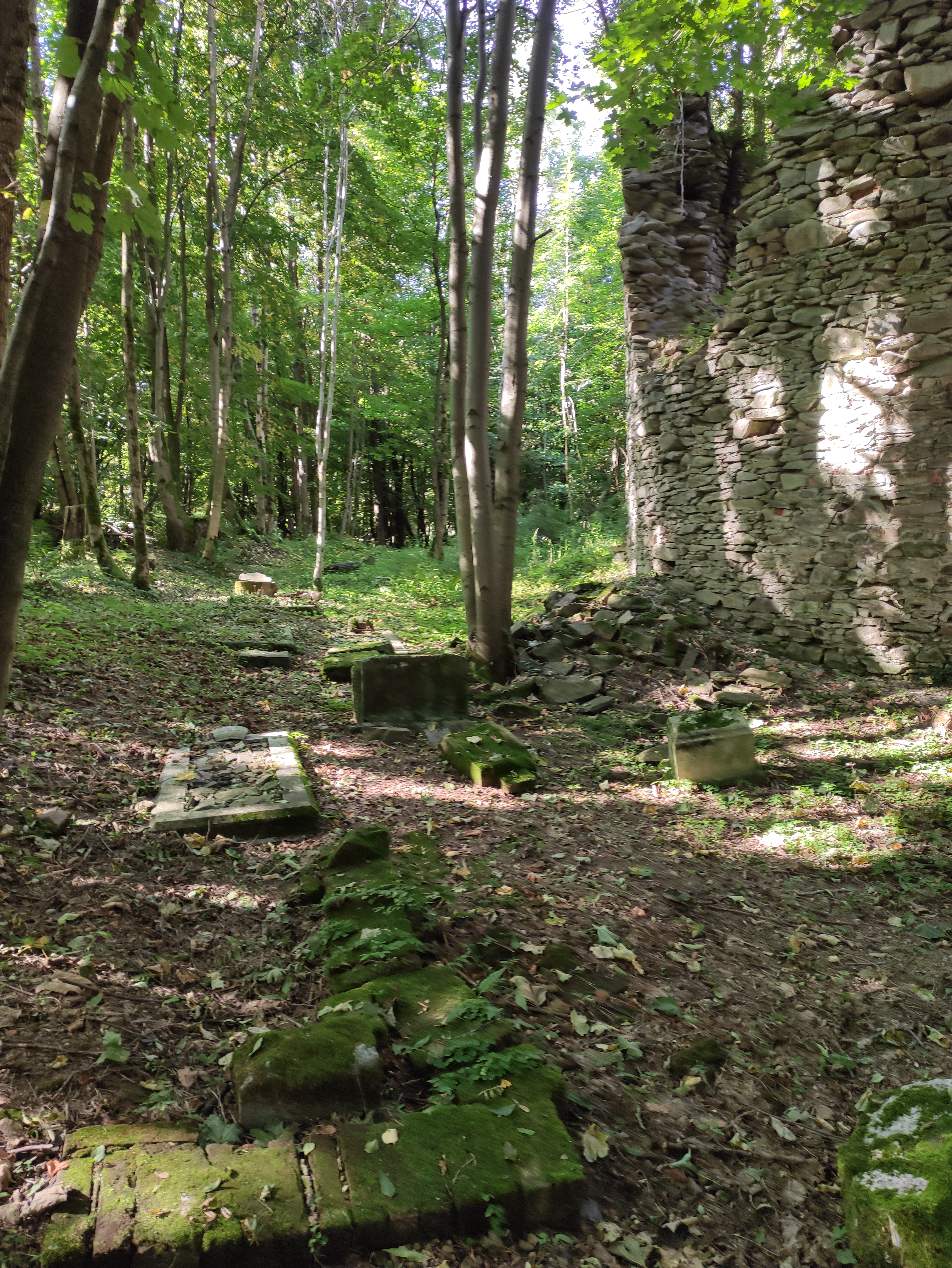
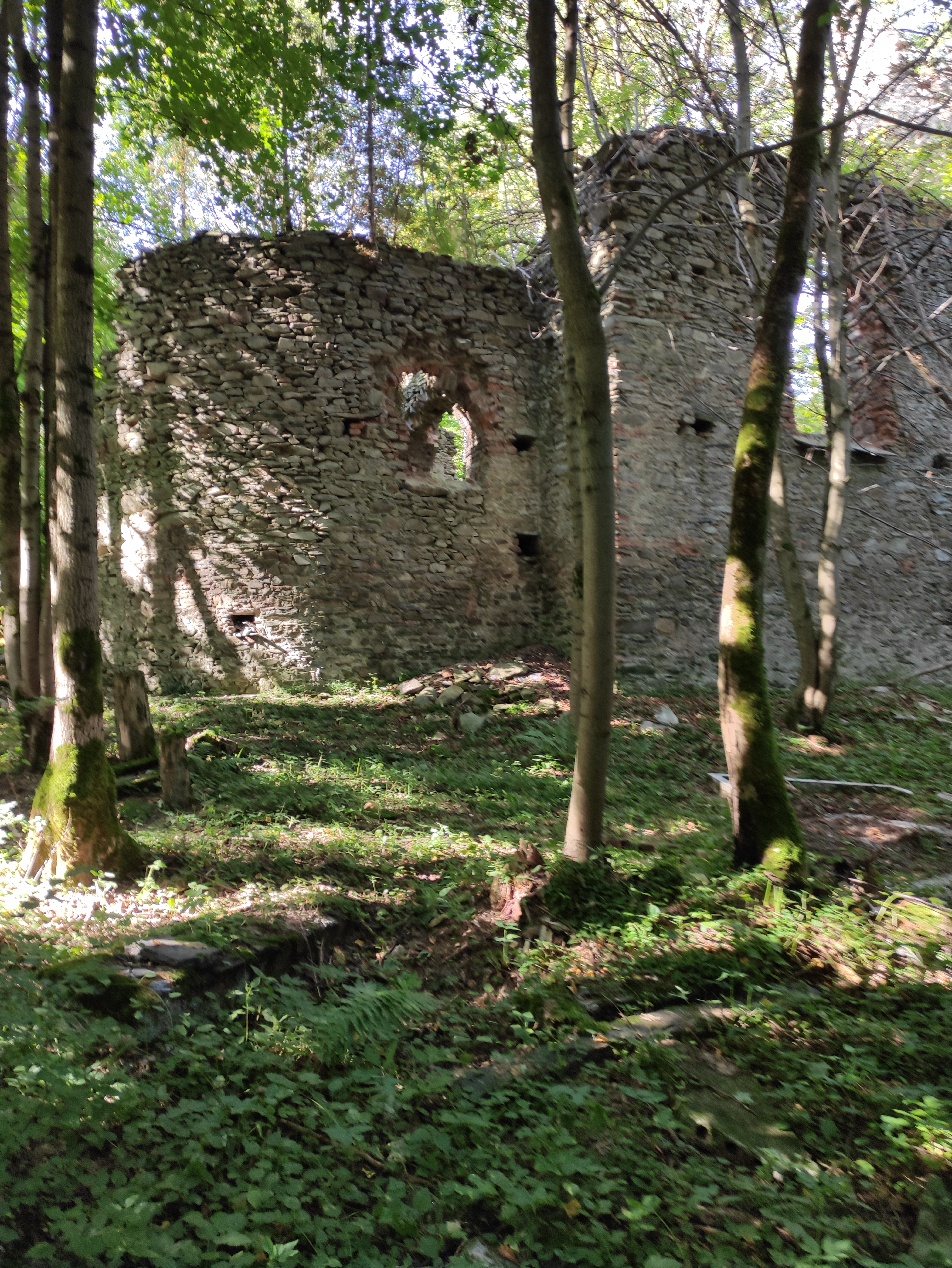
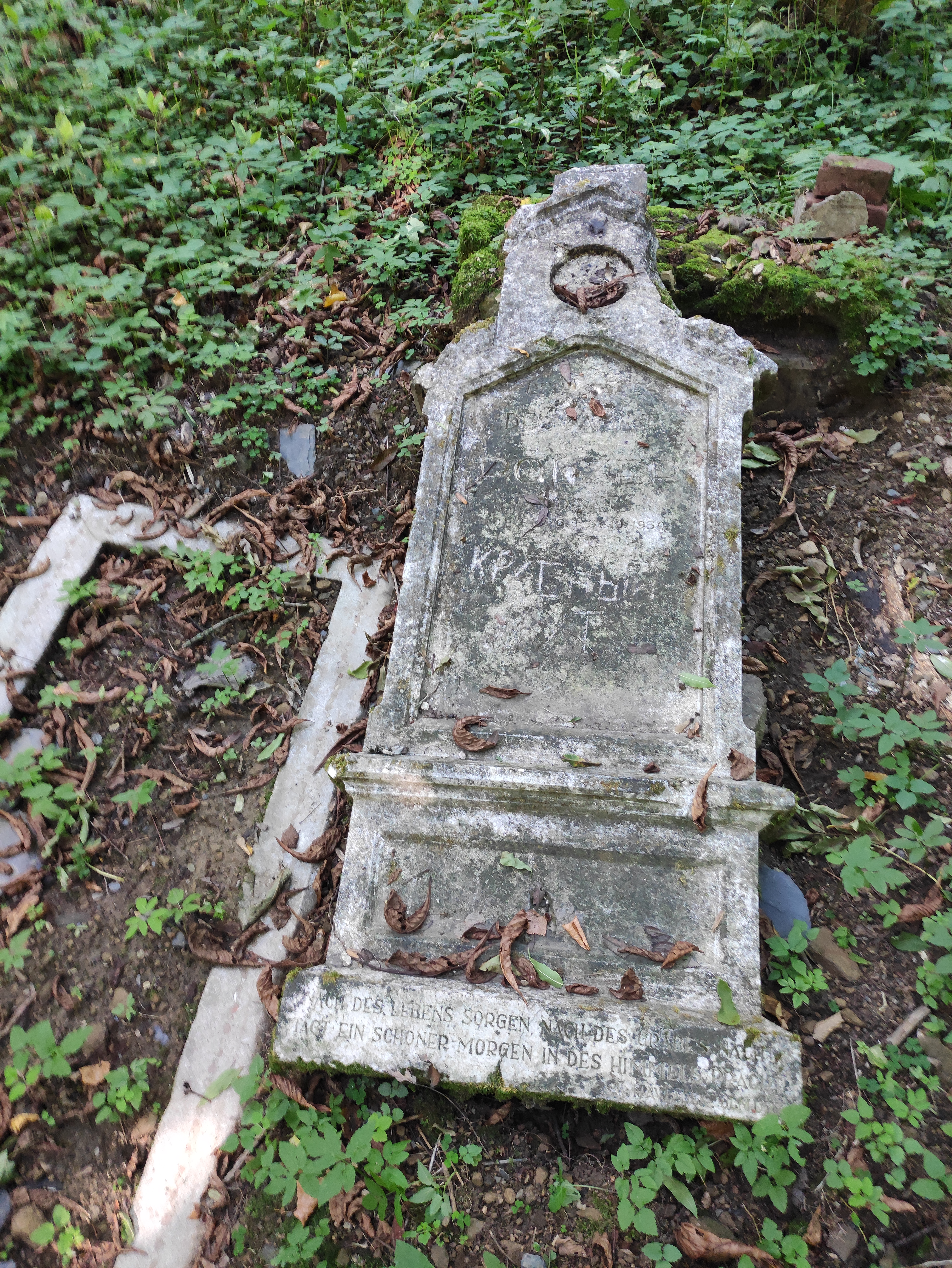
Povalený náhrobek s původním německým nápisem a později vyrytým nápisem v ruštině
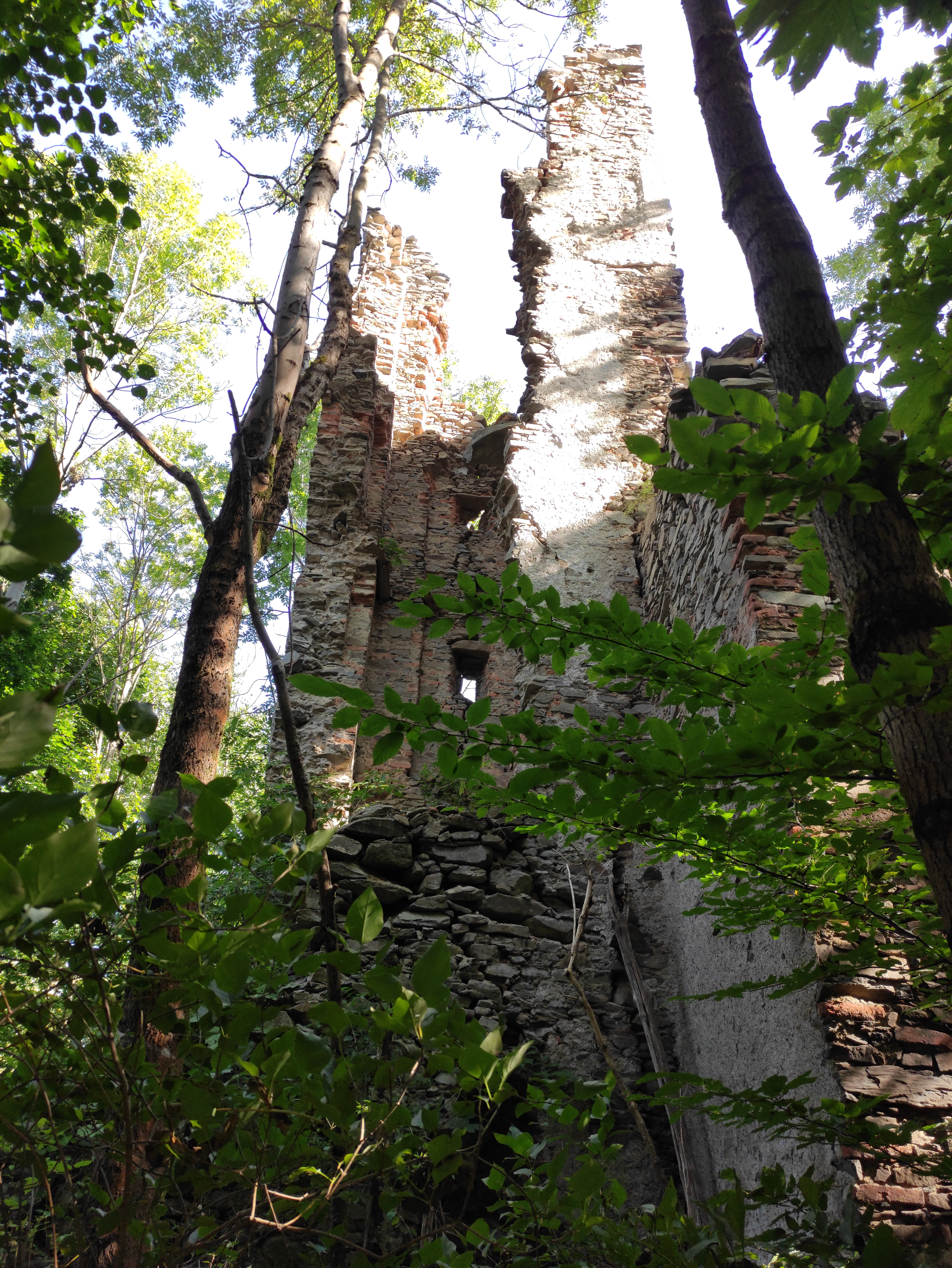
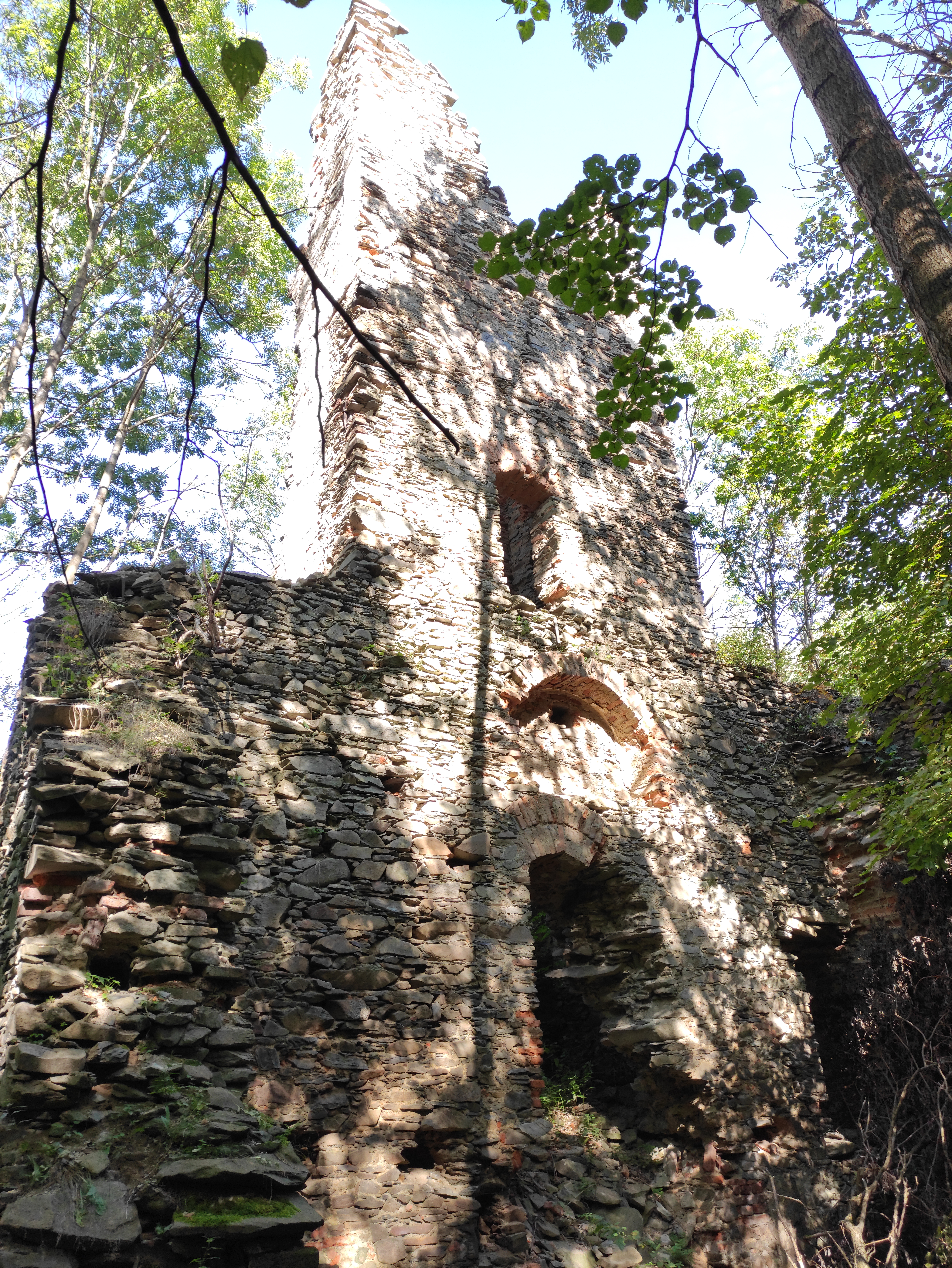
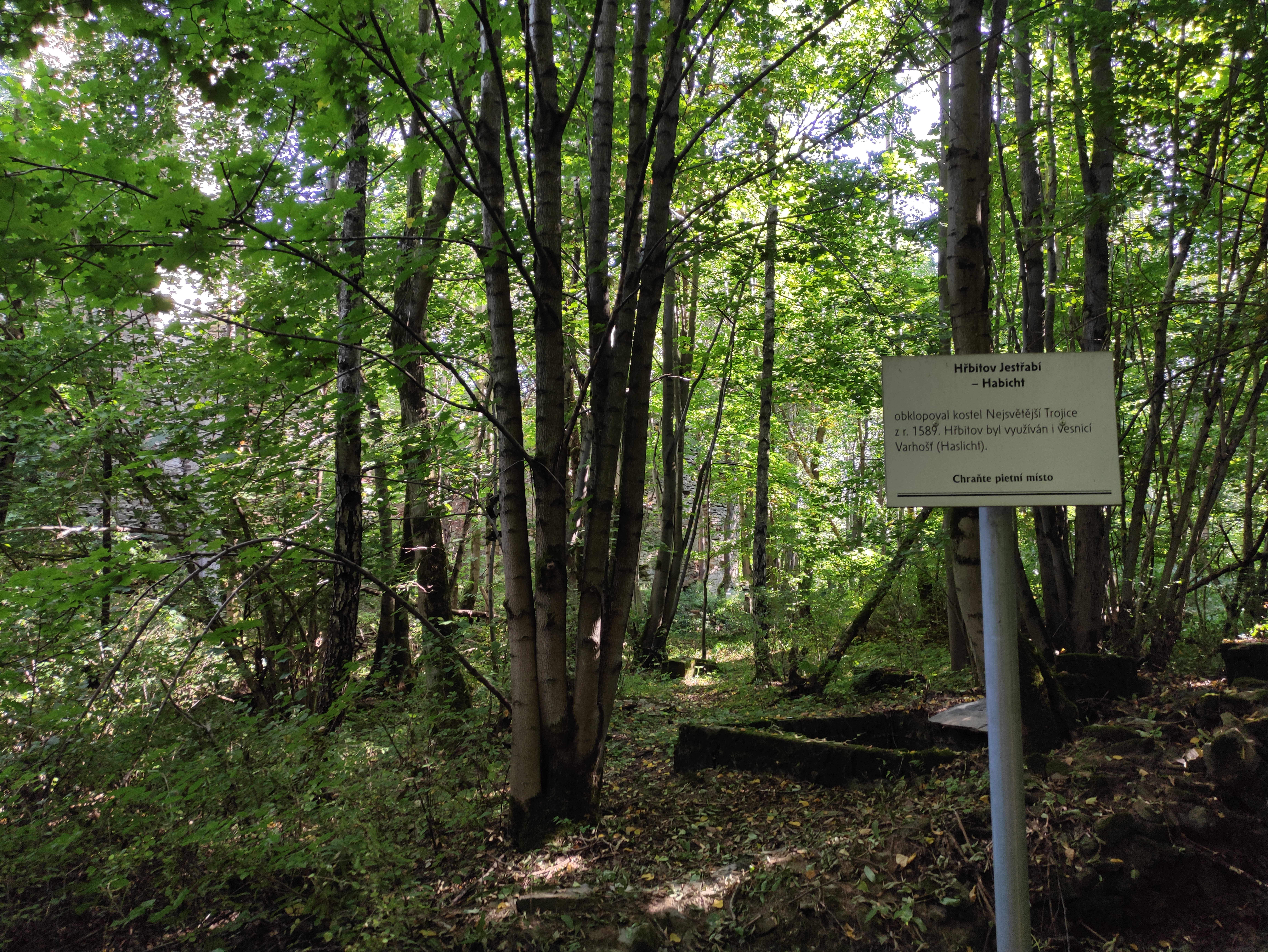
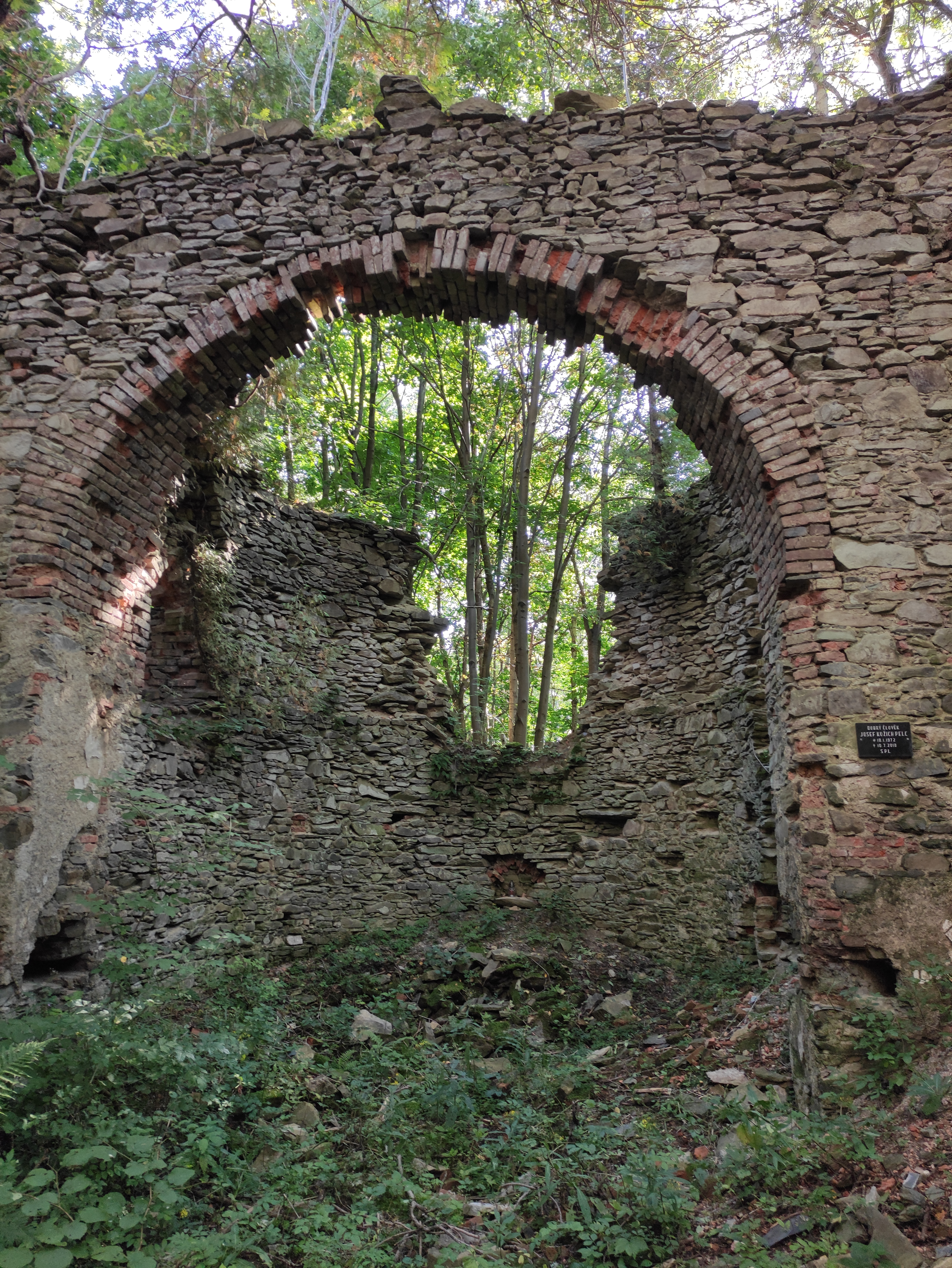
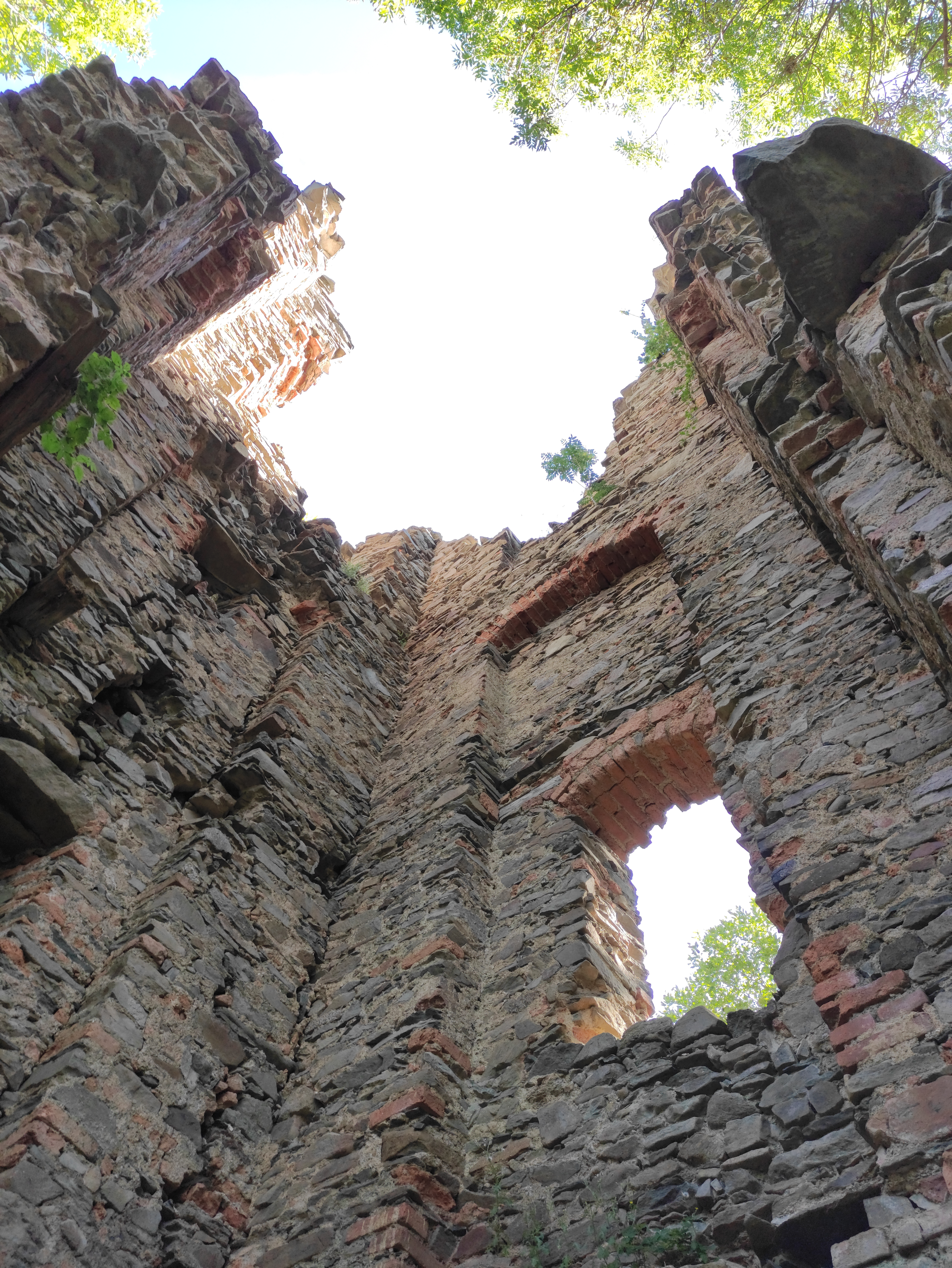
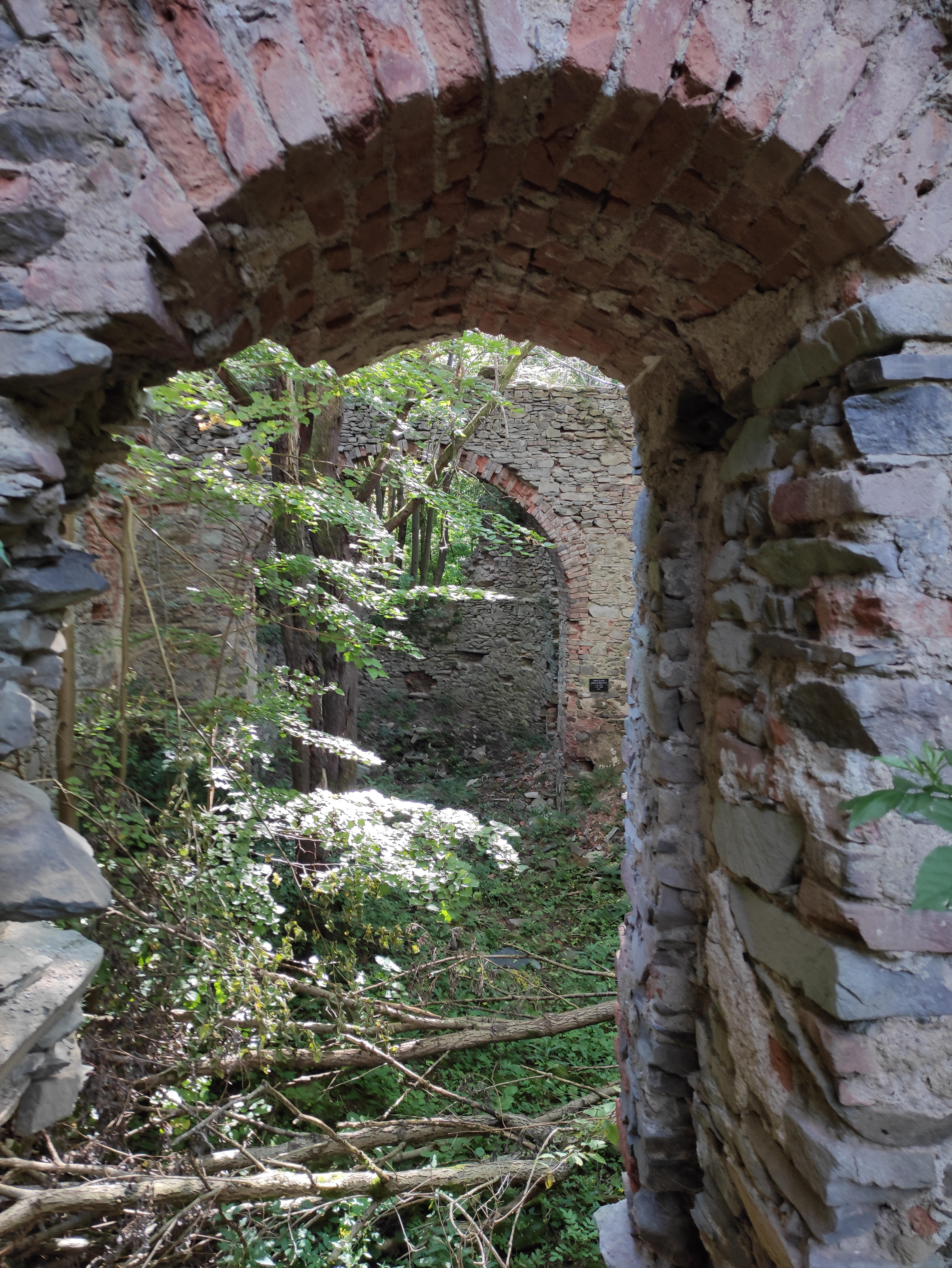